# Моховое (Омская область)
Моховое — упразднённая деревня в Исилькульском районе Омской области. Входила в состав Первотаровского сельского поселения. Исключена из учётных данных в 2008 г.

## География
Располагалась в 2 км к югу от деревни Сосновка (Исилькульский район).

## История
Основана в 1908 г. В 1928 году хутор Участок № 2 состоял из 16 хозяйств. В административном отношении входил в состав Лосевского сельсовета Исилькульского района Омского округа Сибирского края.

## Население
По переписи 1926 г. на хуторе проживало 91 человек (49 мужчин и 42 женщины), основное население — русские.
Согласно результатам переписи 2002 года в деревне проживало 13 человек, из которых казахи составляли 54 % населения, русские — 38 %.